# Paradrina poecila
Paradrina poecila là một loài bướm đêm trong họ Noctuidae.